# Pray Anything
Pray Anything, llamado Reza lo que sepas en España y Pide cualquier cosa en Hispanoamérica, es un episodio perteneciente a la decimocuarta temporada de la serie animada Los Simpson, emitido originalmente el 9 de febrero de 2003. El episodio fue escrito por Sam O'Neal y Neal Boushell, y dirigido por Michael Polcino.

## Sinopsis
Todo comienza cuando la familia va a un juego de baloncesto de la WNBA, y, cuando están allí, Ned Flanders gana un concurso, cuyo premio eran 50.000 dólares. Flanders decide donarlos, por lo que gana otros 100 mil dólares por su actitud generosa. Homer se pone celoso al ver la suerte de Ned. Luego, se pregunta si la clave del éxito de Flanders sería rezar, y Homero decide imitarlo para obtener lo que quiere. Un día, mientras está mirando un documental, Homer le reza a Dios para encontrar el control remoto. La oración parece funcionar, y Homer comienza a rezar para obtener cualquier cosa, como una nueva comida (que resulta ser una mezcla de tocino y chocolate). 
Un día, Homer le pide a Dios una nueva casa. En ese momento, cae en un agujero al lado de la iglesia, y decide demandarla. El juez obliga a la Iglesia a pagarle a Homer un millón de dólares, pero el Reverendo Lovejoy le dice que no contaba con esa suma de dinero. Entonces, en forma de pago, a Homer se le otorgan las escrituras de la iglesia, y decide convertirla en su nueva casa. La familia Lovejoy queda obligada a vivir con los Flanders y a dar servicios religiosos en el Bowlarama de Barney. 
En la iglesia, Homer da una fiesta de bienvenida, la cual se pone fuera de control, ya que Homer no tenía temor de Dios. Sin embargo, la fiesta se extiende por días, y uno de ellos se desata una terrible tormenta que inunda Springfield por completo. Mientras tanto, Ned Flanders y sus dos hijos habían construido un arca para poner dos especímenes de cada animal, y con la cual salen a buscar gente. En el tejado de la Iglesia, todos los ciudadanos de Springfield, que habían estado presentes en la fiesta, deciden atacar a Homer. En ese momento, llega el Reverendo Lovejoy en helicóptero, y le pide a Dios que perdone a la pecaminosa ciudad. La lluvia cesa, sale el sol y Homer decide devolver la Iglesia. 
Cuando todos comienzan a hablar de que el “diluvio” había sido un castigo de Dios, Lisa dice que todo se podía explicar por leyes naturales: las fogatas que habían hecho había atraído a la lluvia, la cantidad de árboles talados había permitido la inundación, entonces Bart le pregunta qué fue lo que hizo que parara la lluvia, a lo que Lisa responde: “No sé... ¿Buda?”.